# Hatě (przystanek kolejowy)
Hatě – przystanek kolejowy w miejscowości Hatě, w kraju środkowoczeskim, w Czechach. Znajduje się na wysokości 390 m n.p.m..
Jest zarządzany przez Správę železnic. Na przystanku nie ma możliwości zakupu biletu, a obsługa podróżnych odbywa się w pociągu.

## Linie kolejowe
- 014 Kolín – Ledečko